# 山下八洲夫
山下八洲夫（やました やすお、1942年（昭和17年）8月3日 - ）は、日本の政治家。衆議院議員（4期）、参議院議員（2期）、立憲民主党岐阜県総支部連合会常任顧問を務めた。正式な名前のほか、「八州夫」の表記も用いる。

## 経歴
外交官の三男として中華民国湖北省で生まれ、岐阜県中津川市及び広島県で育つ。広陵高等学校を卒業し、中央大学法学部に進学するも中退。同大学ではその後、「推薦学員卒」と認定している。
1966年5月、高校3年の時、日本社会党に入党。党参議院議員秘書を8年、国労出身の衆議院議員楯兼次郎の秘書を10年務める。

### 衆議院議員
1983年の第37回衆議院議員総選挙に、楯の後継として、日本社会党公認で旧岐阜2区から立候補し、初当選した。以後4期務める。
1991年8月、日本社会党国会対策委員会副委員長、10月、裁判官弾劾裁判所裁判員に就任。
1992年1月、衆議院議院運営委員会理事・院内の警察及び秩序に関する小委員長に就任。
1993年9月、日本社会党委員長指名中央執行委員に選出、10月、国土審議会委員に就任。
1994年2月、裁判官訴追委員会委員に就任。自社さ連立政権移行後の同年7月、与党院内総務に就任。
1996年3月、社会民主党岐阜県連合代表に就任。同年10月、第41回衆議院議員総選挙に岐阜5区から無所属で立候補するも落選。
1997年1月、民主党岐阜の結成に参画、副代表に就任。

### 参議院議員
1998年7月、衆議院からくら替えし、第18回参議院議員通常選挙に岐阜県選挙区から民主党公認で立候補し当選を果たす。地方行政・警察委員会、国会等の移転に関する特別委員会、日本国有鉄道清算事業団の債務処理及び国有林野事業の改革に関する特別委員会、選挙制度に関する特別委員会（現・政治倫理の確立及び選挙制度に関する特別委員会）、交通情報通信委員会、懲罰委員会などの理事・委員を務める。
2000年7月、民主党岐阜県連代表代行、8月、参議院民主党・新緑風会副会長、9月、民主党岐阜県連代表に就任。
2001年9月、参議院財政金融委員長に就任。
2002年10月、民主党選挙対策委員長代理、12月、選挙対策副委員長、民主党東海ブロック議員団会議副会長、参議院国土交通委員会理事、裁判官訴追委員会委員に就任。
2003年5月、民主党岐阜県連常任顧問、6月、国会移転に関する政党間両院協議会副座長に就任。
2004年7月、第20回参議院議員通常選挙で2期目の当選。参議院懲罰委員長に就任。
2010年7月、第22回参議院議員通常選挙で3選を目指して岐阜県選挙区から立候補したが、党の複数擁立方針で山下と新人候補の2人を公認したことも影響し、自民党新人の渡辺猛之、民主党新人の小見山幸治に次ぐ3位で落選。

### 落選後
2013年春の叙勲で、「議案審議功労」により旭日重光章受章。
所属する民進党と希望の党の合併協議が最終段階に入った2018年4月17日、党に離党届を提出。同日、記者会見を行い5月に立憲民主党の岐阜県連合を設立する意向を表明した。
2021年10月の衆院選では、岐阜5区から立憲民主党公認で立候補した今井瑠々の選挙対策本部長を務めた。
2022年5月まで党の岐阜県連常任顧問の職にあったが、後述するJR新幹線特急券等の詐取疑いで逮捕された件で、党の役職解任および除籍処分となった。また、2023年2月14日付で先に受章した旭日重光章の返上が許可されている。

## 国会議員鉄道乗車証の不正使用事件
2022年5月8日、詐欺と有印私文書偽造・同行使の疑いで愛知県警中村署に逮捕された。逮捕容疑は同年4月27日、期限切れの「国会議員鉄道乗車証」（議員用無料パス）を提示し信じ込ませた上で、自由民主党所属の東海地方の現職参議院議員の名前を記入した「国会議員指定席・寝台申込書」を東京駅の駅員に提出し、東京駅 - 名古屋駅間の東海道新幹線の特急券とグリーン券2組をだまし取った疑い。
しかし、駅員は発券ミスにより、山下が申し込んだ往復券ではなく、2組とも片道の東京から名古屋への下りの券を渡したため、名古屋駅で1組を交換する対応を取った際、JR東海が申込書に記入された議員に問い合わせ、なりすましが発覚した。山下が未使用のもう1組の乗車券を所持し復路の出発日の8日に名古屋駅構内に現れたところを、JR東海から相談を受け警戒中の捜査員から任意同行を求められ、署で逮捕された。同県警によると、山下は「間違いありません」と容疑を認め、鉄道乗車証を「落選後も継続的に使っていた」と供述しており、動機について「議員時代のことが忘れられなかった」と話しているという。その後、17日の参院議院運営委員会理事会で事務局が報告したところによると、年度ごとに支給される鉄道乗車証について、山下には参院議員在職中の1998年から2010年度の分として計13枚支給しているが、そのうち2008年度分は「列車内で紛失した」とする紛失届が出された上で未返却であったという。この乗車証が不正に利用されたとみられている。
逮捕を受けて立憲民主党は同月9日、党の岐阜県総支部連合会が持ち回り常任幹事会にて山下を岐阜県連常任顧問から解任し、除籍処分とすることを決定。また党本部は幹事長西村智奈美の名で本件に関する謝罪と共に党の綱紀粛正を図る方針を示し、山下に対して「事実をすべて明らかにした上で、全額を弁済することは当然」とのコメントを発した。
愛知県警の取り調べによると、山下は鉄道乗車証を10年以上にわたって繰り返し悪用していたと見られるという報道もあったが。同19日、拘留中の中村署でメディアの接見を受けた山下は2010年の参院選で落選して議員宿舎から退去後、荷物の中に議員用無料パスがあることに気付いたが返すべきところを落選するとは思わず返り咲けばまた使おうと考えてそのまま所持していたことや2016年頃から今まで数十回の不正利用を明かした上で金に困っていたわけではないと話した。
同月27日に詐欺と有印私文書偽造・同行使の罪で名古屋地検に起訴された。6月1日付で名古屋地方裁判所が山下の保釈を認める決定を行い、6日に保釈保証金300万円を納付し、保釈された。9月21日、同様の手口で東京 - 名古屋間の特急券とグリーン券計3枚をだまし取ったとして名古屋地検に追起訴された。
裁判で検察側は山下が議員時代に歴代JR社長と親しかったことから逮捕されないと思っていたと供述したことに触れ、山下はJRが検札がなくなったのいいことになんとなく犯行を始め、不正利用は60-70回に上り、JRとはいろいろと仕事したことから甘えていたとも供述した。
12月7日、名古屋地裁は山下に懲役2年、執行猶予4年（求刑懲役2年）の判決を言い渡した。判決では岐阜県の別の国会議員2人を騙って2か月で3回の犯行を常習的だとした上で立憲民主党岐阜県連常任顧問を解任されたことや反省していることから執行猶予付きの有罪判決とした。山下側が控訴しなかったため同月22日に判決が確定した。
この事件では毎回、地元議員として顔が知られている名古屋駅ではなく東京駅で岐阜県選出の現職議員の氏名でだましとり、窓口の駅員は相手に失礼だときちんと見ておらず、事件を受けて国会両院事務局は期限切れパス返却の徹底やパス利用の際は顔写真付きの身分証明書も一緒に出すことを議員に求めた。

## 政策・主張
- 1999年、国旗及び国歌に関する法律案の参議院本会議における採決で反対票を投じた[42]。
- 2003年、静岡空港建設反対の国会議員署名活動で署名者に加わっている[43]。
- 2008年において道路特定財源のためのガソリン税等の暫定税率期限切れに関しては、所属政党の民主党に反して大江康弘、渡辺秀央とともに「道路特定財源堅持を求める都道府県議会議員総決起集会」に出席[44]。
- 2022年5月9日、前述の山下の逮捕後、産経新聞社政治部編集委員の阿比留瑠比は自身のツイートで山下について「誰かと思ったら、親北朝鮮の人か……」と発言しており、その根拠をかつて菅直人、村山富市両元首相とともにシン・グァンス元死刑囚の助命・釈放嘆願書に署名した人物であるからとしている[45]。この嘆願書については、政治評論家の田村重信が自著で1989年の『在日韓国人政治犯の釈放に関する要望書』であり、その対象者の中にシンが含まれていた、それに署名した多数の国会議員の中に山下がいたことに言及している[46]。なお、その後、非難が集中した菅は自身のホームページにおいて、嘆願書の字面しか読んでおらず知らなかったと釈明、2002年10月16日付産経新聞の紙面では、当時の社民連の話で、民主化運動を行って韓国の軍事政権に逮捕された在日韓国人たちが救済を求めていると聞いて署名した、などと答えている[46]。

### JRの諸問題について国会で提起
2000年11月7日の第150回国会より、革マル派がJR労組に潜入しているとの朝日新聞の報道に関し、警察当局から見た実態把握について国会で質問を開始。2003年2月7日の第156回国会で『JR東労組の役員逮捕、家宅捜索及びJR東労組への革マル派浸透に関する質問主意書』を、2006年4月28日の第164回国会では『JR総連・JR東労組などJR労組に浸透する革マル派の実態等に関する質問主意書』を提出した。これらの山下による質問主意書の提出と、それに当局が答えるかたちで明らかにされた事実については、ジャーナリストの野村旗守や阿比留瑠比が自著で取り上げている。
他に、1998年10月13日の第143回国会で日本国有鉄道清算事業団の問題を追及。中でも朝日新聞が同日朝の第1面で「旧国鉄用地入札 情報漏えい」などとスクープで報じた件の問答については、作家の鬼島紘一が自著で触れており、参考人として招致されていた同事業団の西村康雄理事長に事実を認めさせ、「私も朝、新聞を見てびっくりいたしたところでございます」という当時の運輸大臣川崎二郎は「責任を持ってその調査に直接当たりたい」との意向を示した。

## 選挙歴
| 当落 | 選挙                     | 執行日         | 年齢 | 選挙区       | 政党       | 得票数     | 得票率 | 定数 | 得票順位 /候補者数 | 政党内比例順位 /政党当選者数 |
| ---- | ------------------------ | -------------- | ---- | ------------ | ---------- | ---------- | ------ | ---- | ------------------ | ---------------------------- |
| 当   | 第37回衆議院議員総選挙   | 1983年12月18日 | 41   | 旧岐阜2区    | 日本社会党 | 8万2478票  | 20.86% | 4    | 2/6                | /                            |
| 当   | 第38回衆議院議員総選挙   | 1986年07月06日 | 43   | 旧岐阜2区    | 日本社会党 | 7万658票   | 16.33% | 4    | 4/7                | /                            |
| 当   | 第39回衆議院議員総選挙   | 1990年02月18日 | 47   | 旧岐阜2区    | 日本社会党 | 8万6472票  | 18.68% | 4    | 4/7                | /                            |
| 当   | 第40回衆議院議員総選挙   | 1993年07月18日 | 50   | 旧岐阜2区    | 日本社会党 | 8万5540票  | 19.24% | 4    | 3/6                | /                            |
| 落   | 第41回衆議院議員総選挙   | 1996年10月20日 | 54   | 岐阜5区      | 無所属     | 3万4764票  | 18.63% | 1    | 3/5                | /                            |
| 当   | 第18回参議院議員通常選挙 | 1998年07月12日 | 55   | 岐阜県選挙区 | 民主党     | 23万4218票 | 22.88% | 2    | 2/6                | /                            |
| 当   | 第20回参議院議員通常選挙 | 2004年07月11日 | 61   | 岐阜県選挙区 | 民主党     | 42万2235票 | 43.80% | 2    | 2/3                | /                            |
| 落   | 第22回参議院議員通常選挙 | 2010年07月11日 | 67   | 岐阜県選挙区 | 民主党     | 22万1343票 | 22.88% | 2    | 3/5                | /                            |

## 所属していた団体・議員連盟
- 朝鮮半島問題研究会（常任幹事）
- 在日韓国人をはじめとする永住外国人住民の法的地位向上を推進する議員連盟
- 戸籍法を考える議員連盟
- 恒久平和のために真相究明法の成立を目指す議員連盟
- 特定非営利活動法人日本・ロシア協会（理事）